# توم هولسمان
توم هولسمان (بالألمانية: Tom Hülsmann)، (مواليد 11 أبريل 2004) هو لاعب كرة قدم ألماني يلعب كحارس مرمى لنادي بايرن ميونخ الثاني.